# Rhopalophthalmus longipes
Rhopalophthalmus longipes är en kräftdjursart som beskrevs av Ii 1964. Rhopalophthalmus longipes ingår i släktet Rhopalophthalmus och familjen Mysidae. Inga underarter finns listade i Catalogue of Life.